# Francisco Marcano
Francisco Marcano Álvarez, (Baní, República Dominicana, 1829 - Santiago de Cuba, Oriente, Cuba, 2 de febrero de 1870) Casado con Meregilda Beltré, con la cual tuvieron un hijo, Francisco Marcano Beltré, abuelo de José de el Carmen Marcano De los Santos, (vicepresidente del CEN del PRD). Y Sergio Marcano De los Santos, mayor pensionado de la marina, hijos de Fabio Marcano y J. De Los Santos, fue un militar dominicano del siglo XIX, quien primero sirvió bajo las órdenes del ejército español y, posteriormente, del Ejército Libertador de Cuba. Murió ejecutado por el enemigo.

## Orígenes y primeros años
Francisco Marcano Álvarez nació en Baní, República Dominicana, en 1829. Marcano participó en la Guerra de la Restauración de su país, en el bando español.
Cuando esta terminó en derrota para los españoles, el ya capitán Francisco Marcano, al igual que otros muchos dominicanos que habían luchado por España, marchó a la, por entonces, colonia española de Cuba. Sus hermanos Félix y Luis lo acompañaron.

## Guerra de los Diez Años
El 10 de octubre de 1868, estalló la Guerra de los Diez Años (1868-1878), por la independencia de Cuba. Los tres hermanos Marcano, que habían participado en las conspiraciones previas a este estallido, se incorporaron de inmediato al alzamiento. 
Francisco Marcano fue rápidamente nombrado General de Brigada (Brigadier) del Ejército Libertador de Cuba, si bien es cierto que su nombre no aparece con ese rango en los documentos militares de la época. 
El Brigadier Marcano participó en varias batallas importantes a inicios de la guerra, operando fundamentalmente en el distrito de Manzanillo. 

## Captura y ejecución
Hacia principios de 1870, enfermo, se hallaba convaleciente, en las cercanías del poblado de El Cobre, cuando fue encontrado por tropas españolas, que lo hicieron prisionero. Tras varios días de cautiverio, fue ejecutado por el enemigo en Santiago de Cuba, el 2 de febrero de 1870. 